# Pér
Pér är en ort i Ungern.   Den ligger i provinsen Győr-Moson-Sopron, i den västra delen av landet, 90 km väster om huvudstaden Budapest. Pér ligger 128 meter över havet och antalet invånare är 2 372.
Terrängen runt Pér är platt, och sluttar norrut. Runt Pér är det ganska glesbefolkat, med 38 invånare per kvadratkilometer. Närmaste större samhälle är Győr, 15,1 km nordväst om Pér. Trakten runt Pér består till största delen av jordbruksmark.